# 구글 루나 X 프라이즈
구글 루나 X 프라이즈(Google Lunar X Prize)는 구글의 공모전이다. 2007년 9월 13일 와이어드에 공고되었다.

## 내용
총상금은 3천만 달러(300억원)이다. 민간 자금으로 만든 로봇이 달에 착륙해 500 m를 이동하고, 사진과 동영상을 지구로 전송해야 한다. 1등에게 2천만 달러, 2등에게 5백만 달러가 지급된다. 1등은 2017년 12월 31일까지 성공해야 한다. 원래 2012년이 마감일이었는데, 3년 연장되었다.
우주 기지, 우주 발사체는 당연히 자체 개발이 아니다. 달착륙선 랜더와 로봇인 로버만 개발하는 공모전이다.

## 참가팀
2010년 12월 31일 참가신청이 마감되었다. 미국, 이탈리아, 루마니아, 일본, 독일, 칠레, 이스라엘, 헝가리, 브라질, 스페인, 캐나다, 인도, 말레이시아 등에서 34개팀이 참가했다. 일부는 포기했다. 한국, 중국, 이란 등은 참여하지 않았다. 중국은 2013년 12월 창어 3호가 달착륙에 성공했다.

## 같이 보기
- 루나 랜더 챌린지